# San Isidro (tổng)
San Isidro là một tổng trong tỉnh Heredia, Costa Rica. Tổng này có diện tích 26,96 km², dân số năm 2008 là 18028 người..